# Combretum tanaense
Combretum tanaense là một loài thực vật có hoa trong họ Trâm bầu. Loài này được Clark mô tả khoa học đầu tiên năm 1911.